# Esperança Mestre Sureda
Esperança Mestre Sureda (Felanitx, Mallorca, 1943) és una pintora mallorquina. Va estudiar pintura a Palma, a l'Escola d'Arts i Oficis i a l'Escola Internacional de Pintura Mural de Sant Cugat. Es va treure el títol l'any 1996 a l'Escola Superior de Belles Arts a Barcelona. La seua pintura du el figurativisme oníric, a pics surrealista. L'any 1981 va publicar Patchwork.